# Équipe du Pérou de beach soccer
L'équipe du Pérou de beach soccer est une sélection qui réunit les meilleurs joueurs péruviens dans cette discipline.

## Histoire
Le Pérou obtient ses meilleurs résultats au tournant des années 2000, en se hissant en finale du BSWW Mundialito en 1998, puis en répétant cet exploit lors du championnat du monde en 2000. Parmi les joueurs vice-champions du monde, on retrouve les anciens internationaux péruviens Jaime Duarte (entraîneur-joueur), Álvaro Barco, Jorge Olaechea et les gardiens César Chávez-Riva et Jesús Purizaga.
À noter que depuis que la FIFA a pris en main le championnat du monde en 2005 – devenue Coupe du monde FIFA – la Blanquirroja n'a pu s'y qualifier.

## Palmarès
| - Coupe du monde : - Finaliste : 2000. - Quatrième : 1998 et 1999. - 5 participations : 1998, 1999, 2000, 2001 et 2004. | - BSWW Mundialito : - Finaliste : 1998. | - Copa América : - Troisième : 2003. |

## Personnalités historiques

### Joueurs

#### Effectif 2023
Source consultée : www.conmebol.com.
| N° | Nat.             | Poste | Nom du joueur      |
| -- | ---------------- | ----- | ------------------ |
| 1  | Drapeau du Pérou |       | Sergio Chávez      |
| 2  | Drapeau du Pérou |       | Antonio Zamora     |
| 3  | Drapeau du Pérou |       | Deynor Puelles     |
| 4  | Drapeau du Pérou |       | Jesus Jimenez      |
| 5  | Drapeau du Pérou |       | Jean Pierre Vargas |
| 6  | Drapeau du Pérou | D     | Enzo Delgado       |

| No. | Nat.             | Position | Nom du joueur        |
| --- | ---------------- | -------- | -------------------- |
| 7   | Drapeau du Pérou |          | Diego Alcántara      |
| 8   | Drapeau du Pérou | M        | Irwing Acuña         |
| 9   | Drapeau du Pérou |          | Manuel Millares      |
| 10  | Drapeau du Pérou | M        | Sócrates Vidal       |
| 11  | Drapeau du Pérou | A        | Billyvardo Velezmoro |
| 12  | Drapeau du Pérou |          | Hugo Lescano         |

#### Anciens joueurs
| - Álvaro Barco - César Chávez-Riva - Juan Cominges - Jaime Duarte | - Jorge Olaechea - Jesús Purizaga - Alex Valera |

### Sélectionneurs
- Jaime Duarte (??), vice-champion du monde en 2000[2].
- Camilo Maruy (??-2011)
- Enrique Polanco (2012-2017)
- Francisco Castelo Branco[4] (2018-)